# Daniela Șofronie
Nicoleta Daniela „Dana“ Șofronie (* 12. Februar 1988 in Constanța, Kreis Constanța) ist eine ehemalige rumänische Kunstturnerin.
Daniela Șofronie begann mit dem Turnen bereits 1992. Sie startete für C.S.Ș. nr. 1 Farul Constanța und wurde dort von Mirela Szemerjai und Cătălin Meran trainiert. Ab 2002 gehörte sie der rumänischen Nationalmannschaft an. Ihr internationaler Durchbruch gelang Șofronie bei der Europameisterschaft 2004 mit Gold im Mannschaftswettbewerb und der Silbermedaille im Einzelmehrkampf. Zudem belegte sie Rang 5 im Sprung und Rang 6 am Stufenbarren. Bei den Olympischen Sommerspielen 2004 in Athen gewann sie erneut mit dem Team Gold und am Boden die Silbermedaille. Im Einzelmehrkampf wurde sie Fünfte und am Stufenbarren Sechste. Nach einem enttäuschenden achten Platz am Stufenbarren bei den Turn-Europameisterschaften 2005 beendete sie im Juli 2005 ihre aktive Karriere und konzentriert sich seitdem auf ihr Studium. Seit Mai 2008 ist sie zudem in Constanța als Betreuerin in einem Fitnessstudio tätig.
Daniela Șofronie ist 1,46 m groß, ihr Wettkampfgewicht betrug 37 kg.